# Olga Turczak
Olga Giennadijewna Turczak, ros. Ольга Геннадьевна Турчак (ur. 5 marca 1967 w Ałma-Acie) – kazachska lekkoatletka specjalizująca się w skoku wzwyż, dwukrotna uczestniczka letnich igrzysk olimpijskich (Seul 1988, Barcelona 1992). W czasie swojej kariery reprezentowała również Związek Socjalistycznych Republik Radzieckich oraz Wspólnotę Niepodległych Państw.

## Sukcesy sportowe
- trzykrotna mistrzyni ZSRR w skoku wzwyż – 1984, 1986 (dwukrotnie)
- mistrzyni WNP w skoku wzwyż – 1992[1]

| Rok  | Miasto       | Zawody                      | Konkurencja | Wynik         |
| ---- | ------------ | --------------------------- | ----------- | ------------- |
| 1985 | Chociebuż    | mistrzostwa Europy juniorów | skok wzwyż  | srebrny medal |
| 1985 | Paryż        | światowe igrzyska halowe    | skok wzwyż  | 9. miejsce    |
| 1986 | Stuttgart    | mistrzostwa Europy          | skok wzwyż  | brązowy medal |
| 1986 | Moskwa       | igrzyska dobrej woli        | skok wzwyż  | srebrny medal |
| 1987 | Indianapolis | halowe mistrzostwa świata   | skok wzwyż  | 8. miejsce    |
| 1988 | Seul         | igrzyska olimpijskie        | skok wzwyż  | 4. miejsce    |
| 1989 | Budapeszt    | halowe mistrzostwa świata   | skok wzwyż  | 8. miejsce    |

## Rekordy życiowe
- skok wzwyż – 2,01 – Moskwa 07/07/1986 (rekord świata juniorek)[3]
- skok wzwyż (hala) – 1,97 – Kłajpeda 05/03/1988